# Йохан Кройф Арена
Йохан Кройф Арена (на нидерландски: Johan Cruijff ArenA; стилизирано като Йохан Кройф АренA; предишно наименование – Амстердам Арена) е най-големият стадион в Нидерландия, като е построен през периода 1993 – 1996 година, а стойността му е 140 милиона евро. Официалното му откриване е на 14 август 1996 г. Името на стадиона е променено в чест на известния нидерлански футболист и треньор Йохан Кройф през 2018 г. Стадионът се използва за футболни и ръгби мачове, концерти и други спортни събития като мачове по кикбокс (един от най-популярните спортове в Нидерландия). Стадионът разполага с подвижен покрив и е с капацитет от 55 865 места. По време на концерти или други събития, където сцената е в средата на терена, местата се увеличават до 71 хиляди.
Йохан Кройф Арена е дом на нидерландския футболен гранд „Аякс“ още от създаването си, като е сред стадионите, на които се играят мачовете от Евро 2000.
Там са се провеждали и концертите на Селин Дион, Майкъл Джексън, Ролинг Стоунс, Мадона и други световни звезди, като всяка година Йохан Кройф Арена е сцена на уникални събития от света на музиката и танцовите изкуства, наред със спортните прояви.

## История на стадиона
През 1990 г. се възобновяват плановете за създаване на стадион в Амстердам, които преди това са били изоставени заради загубената битка с Барселона за Летните олимпийски игри през 1986 г. По това време Аякс вече има нужда от по-голям стадион, тъй като старият му Де Меер не е с достатъчен капацитет за нуждите на отбора.
През 1992 г. управата на Амстердам одобрява плановете за изграждане на стадион с трансфериум (място, от където хората могат да се прехвърлят от автомобилите си в различните видове градски транспорт). 180 хил. души са били на откриването на Амстердам Арена, чиято лента прерязва кралицата на Нидерландия Беатрикс.

## Още информация
- Капацитетът на трансфериума е 500 автомобила в самия него, а навън има допълнителни 12000 места.
- Йохан Кройф Арена е оценен с 5 звезди по критериите на УЕФА, като един от двата стадиона в Нидерландия с такава оценка. Другият е на Фейенорд в Ротердам.
- Разходите по изграждането му са 140 милиона евро.
- Архитект на съоръжението е нидерландецът Роб Шуурман.
- Музеят на Аякс се намира в Йохан Кройф Арена и показва купите, екипите и всички важни документи от над 100-годишната история на клуба.

Най-близката железопътна гара е Бийлмер Арена Амстердам.